# Zond 2
Zond 2, též pod názvem 3MV-4 2, byla zkušební kosmická sonda SSSR k planetě Mars z roku 1964, druhá oficiální z programu Zond. Sonda, katalogizovaná v COSPAR jako 1964-078C, kolem Marsu proletěla v době, kdy s ní bylo ztraceno spojení.

## Průběh letu
Odstartovala 30. listopadu 1964 z kosmodromu Bajkonur s pomocí rakety Molnija 8K78.
V oficiální startovní zprávě bylo uvedeno, že solární panely dodávaly pouze 50 % potřebné energie. Během letu se podařilo vyzkoušet poprvé iontové stabilizační motory.
Půl roku po startu bylo se sondou přerušeno radiové spojení. V té době(duben 1965) byla sonda přes 30 mil. km od Země. Pravděpodobně prolétla blízko kolem Marsu 6. srpna 1965 a pak pokračovala v obězích Slunce jako umělé těleso.

## Konstrukce
Sondu vyprojektovalo středisko Koroljova. Hmotnost byla asi 960 kg. Jednalo se o tříose stabilizovanou sondu, složenou ze základního univerzálního modulu, k němuž byl přidán další planetární. Tvar měla válce dlouhého přes 3 metry, v průměru 1 metr. Sonda byla vybavena systémy tepelné regulace, napájení energií ze slunečních baterií, anténami, hlavním motorem s přívody a nádržemi pohonných hmot, šesti plazmovými motorky, televizním vysílačem. Nesla i řadu vědeckých a měřicích přístrojů, např. magnetometr, spektrograf, detektory kosmického záření, slunečního větru i mikrometeoritů.